# Wrisbergholzen
Wrisbergholzen è una frazione (Ortsteil) del comune di Sibbesse, nel land della Bassa Sassonia, in Germania.

## Storia
Già comune autonomo nel circondario di Alfeld, il 1º marzo 1974 fu soppresso e incorporato ad Westfeld; insieme con Westfeld, fu unito a Sibbesse il 1º novembre 2016.